# Vanderbilt Cup
Vanderbilt Cup je bila prva ameriška avtomobilistična dirka, ki je potekala med letoma 1906 in 1914 ter 1936 in 1937 okoli okrožja Long Island, New York. Ustanovil jo je William Kissam Vanderbilt II.

## Zmagovalci
| Leto | Zmagovalec       | Dirkalnik  | Poročilo |
| ---- | ---------------- | ---------- | -------- |
| 1904 | George Heath     | Panhard    | Poročilo |
| 1905 | Victor Hémery    | Darracq    | Poročilo |
| 1906 | Louis Wagner     | Darracq    | Poročilo |
| 1908 | George Robertson | Locomobile | Poročilo |
| 1909 | Harry Grant      | ALCO       | Poročilo |
| 1910 | Harry Grant      | ALCO       | Poročilo |
| 1911 | Ralph Mulford    | Lozier     | Poročilo |
| 1912 | Ralph DePalma    | Mercedes   | Poročilo |
| 1914 | Ralph DePalma    | Mercedes   | Poročilo |
| 1915 | Dario Resta      | Peugeot    | Poročilo |
| 1916 | Dario Resta      | Peugeot    | Poročilo |
| 1936 | Tazio Nuvolari   | Alfa Romeo | Poročilo |
| 1937 | Bernd Rosemeyer  | Auto Union | Poročilo |